# جوني هايد
جوني هايد (بالإنجليزية: Johnny Hyde)‏ هو وكيل مواهب أمريكي، ولد في 23 أبريل 1895 في روسيا، وتوفي في 18 ديسمبر 1950 في بالم سبرينغس في الولايات المتحدة بسبب نوبة قلبية.